# 魔物獵人3
《魔物獵人3》是日本電子遊戲公司卡普空於Wii平台上制作推出的動作遊戲。本作是魔物獵人系列的第三款主要遊戲，与2009年8月1日在日本推出。游戏最初计划为PlayStation 3平台开发，但之后宣布停止并转换到Wii平台。游戏在发售后获得了业界的总体好评，并成为系列在家用主机上第一款销量突破100万份的作品。
如同以往的魔物獵人遊戲，《魔物獵人3》的遊戲內容仍然主要圍繞著任務、獵人和狩獵。遊戲增加了很多新元素，例如新狩獵場地「孤岛」等。獵人亦能夠潛入水中狩猎，使遊戲擁有更多的遊玩方式。《魔物獵人3》增加了不少新的魔物品種，如水獸、海龍等，但卻取消了狩獵笛、雙劍、銃槍和弓箭這些狩獵武器。同樣，《魔物獵人3》都附有遊戲中各種生物的生態影片CG動畫。遊戲本來計劃以PlayStation 3作為遊戲平台，但因開發成本過於昂貴，所以開發團隊才轉往Wii平台開發。
截至2009年7月，《魔物獵人3》已經預售了逾100萬套遊戲。截至2010年5月，《魔物獵人3》於日本的銷量為約115萬套，而截至2011年6月，《魔物獵人3》於全球的銷量更累積至約190萬套遊戲。

## 遊戲玩法
《魔物獵人3》與魔物獵人系列的其他遊戲相同，都是圍繞著任務、獵人和狩獵，因此其任務系統依然存在。任務以星級劃分，星級越高，則其難度越高，而怪物強度及報酬亦會相應提高。《魔物獵人3》的任務主要分為三種：採集任務、狩獵任務和捕獲任務。採集任務主要為採集素材，狩獵任務主要為狩獵指定魔物，而捕獲任務則要捕獲指定魔物。若玩家要進入高一星級的任務，必須完成一個「緊急任務」才可晉級。遊戲中同樣設有農場，而獵人在農場中可以收集素材供任務時使用、製造裝備或賣掉。而經過升級農場，玩家可以獲得更高級和更稀有的素材。
武器和防具是狩獵的必備品，因此獵人需要購買或製造裝備。玩家要靠收集指定素材和儲蓄足夠的金錢才能製造裝備，而玩家亦能僅用金錢購買一些較弱的裝備。狩獵期間，遊戲要求玩家迅速反應，並且要深諳各種強大魔物的特性，以免被魔物擊殺而導致任務失敗。任務中，玩家還能在草堆、殘骸等地方收集素材，或直接從魔物身上割取。獵人戰鬥時亦會損失生命值，跑步或翻滾亦會被體力值限制。而為了讓玩家能增強獵人的能力，遊戲會提供一些物品供獵人狩獵時使用，以增加勝算，例如回復藥能增加損失掉的生命值，熟肉能增加跑步距離等。

## 反响
Metacritic基於70則評論，得出《魔物獵人3》的分數為84分。而這些評論中大部份都是正面的。《Fami通》給予本作40/40分，使之成為《Fami通》創立以來第11個獲滿分的遊戲，以及第3個獲滿分的Wii遊戲。英國任天堂官方雜誌則給予本作91%的得分，指出其在線多人遊戲體驗無與倫比，但認為初期的任務比較讓玩家煩躁。Eurogamer的評論員亦同樣對《魔物獵人3》印象深刻，因此給予遊戲9/10分，並指出《魔物獵人3》「絕對是讓你認識這個令人難以置信的系列的最好方式」。IGN給予《魔物獵人3》8.8/10的分數，並稱讚其線上遊戲和令人印象深刻的視覺效果。同時，英國IGN認為遊戲玩法的方便程度有所提升，指出「遊戲給予巨大的滿足感」，並給予9.3/10分。另外，澳大利亞IGN則稱讚其銳利的視覺效果和持久的吸引力，因此給予「難以置信」的9.5/10分。可是，與此相反，前身為NTSC-UK的Bordersdown則認為遊戲並非如此突出，批評遊戲缺乏多樣性的任務，僅讚譽其氣氛和視覺效果，並給予7/10分。GameSpot則給予本作8/10分，讚揚其動畫，畫質以及像真度高的怪物行動，但卻批評其多人遊戲複雜，起初有點令人沮喪。

### 銷售情況
《魔物獵人3》在日本發售前已被預訂了逾100萬份。《魔物獵人3》在2009年7月26日一周中是日本最暢銷的遊戲，期間共售出了520,000份遊戲。截至2009年12月12日，《魔物獵人3》仍然是日本最暢銷的第三方開發商Wii遊戲，期間共售出了960,000份遊戲。截至2012年6月30日，《魔物獵人3》售出了逾190萬份遊戲。

## 资料片
《怪物猎人3G》作为《魔物獵人3》的资料片于2011年底发售在任天堂3DS平台并在进行了高清化后于2012年底在Wii U平台上再次发售。